# Tiere denken
Tiere denken. Vom Recht der Tiere und den Grenzen des Menschen ist ein im Jahr 2016 veröffentlichtes Sachbuch des deutschen Philosophen und Publizisten Richard David Precht. Es handelt sich dabei um eine Überarbeitung seines 1997 erschienenen Buchs Noahs Erbe. Das Buch behandelt ethische Fragen im Verhältnis von Mensch und Tier und deren gesellschaftliche Konsequenzen. Der Titel versteht sich nicht als Feststellung, dass „Tiere denken“, sondern als Abhandlung darüber, wie der Mensch sich „Tiere denken“, also „vorstellen“ soll.

## Inhalt
In vier Teilen – „Das Menschentier“, „Das Tier im Auge des Menschen“, „Eine neue Tierethik“ und „Was tun?“ – schlägt Precht einen Bogen von der biologisch-anthropologischen Fragestellung über die Kultur-, Religions- und Philosophiegeschichte der Mensch-Tier-Beziehung hin zu einer philosophischen Neubegründung der Tierethik als „Sensibilisierung“. Der letzte Teil des Buches behandelt praxisbezogene Fragen wie das Tierschutzgesetz, die Jagd, vegetarische Ernährung, Tierversuche, zoologische Gärten und Artenschutz.

## Kernthesen
- Im ersten Teil vertritt Precht die These, dass sich aus wissenschaftlicher Sicht keine ethisch relevante Grenze zwischen Menschen und (anderen) Tieren ziehen lasse. Er formuliert das im Eröffnungssatz (dem bekanntesten Zitat aus dem Buch) so: „Es gibt zwei Kategorien von Tieren. Die eine glaubt, dass es zwei Kategorien von Tieren gibt, und die andere hat darunter zu leiden.“
- Dass die anthropozentrische Weltsicht des Menschen als „Krone der Schöpfung“ die Tiere von jeher als ihm untergeordnet betrachtet, habe letztlich eher ökonomische als religiöse Gründe.
- Precht plädiert für eine „Ethik des Nichtwissens“, da es unmöglich sei, zu beurteilen, wie Tiere tatsächlich denken. Daher sollte man die Annahme zugrunde legen, ein Tier denke und fühle ähnlich wie der Mensch, und es entsprechend behandeln.
- Bei der Durchsetzung von Tierrechten müsse man kleinschrittig vorgehen, um die Gesellschaft nicht zu überfordern.
- Auf lange Sicht könnte die Massentierhaltung durch die Produktion von Laborfleisch obsolet werden.
- Tierversuche, Jagd und Massentierhaltung lehnt Precht ab. Zoos komme jedoch vor allem für die Sozialisierung des Menschen mit Tieren eine wichtige Bedeutung zu.

## Rezensionen
Tanja Neuvians urteilt auf spektrum.de: „Seine persönliche Einstellung macht Precht von Anfang an sehr deutlich: Er hält es für pure Anmaßung, so mit Tieren umzugehen, wie wir es derzeit tun. […] Ganz unrecht hat er damit nicht, doch was er von sich gibt, klingt des Öfteren nach ungefilterten Argumenten militanter Tierschutzorganisationen. […] Ein Werk, das manche Schwächen und Tendenzen aufweist, aber allen entgegenkommen dürfte, denen an Respekt den Tieren gegenüber gelegen ist.“
Markus Wild von der FAZ kommt zu dem Schluss: „Die Psychologisierung der Moral vollzieht genau jenen Schritt, den Precht zu Recht als Problem erkannt hat: Sie macht das Essen von Tieren zu einer Privatsache. Darum kann dieses Buch nicht einlösen, was es verspricht. Precht hätte auf diese Psychologisierung verzichten und auf ethischen Prinzipien und sachhaltigen Informationen bestehen sollen. Das tut er immerhin im letzten Teil seines Buchs. Dort liest man über den unzureichenden gesetzlichen Schutz von Tieren in Deutschland, die Jagd in Mitteleuropa, die Problematik von Tierversuchen, die Ideologie von Tiergärten und über Konflikte zwischen Tier- und Artenschutz. Precht plädiert engagiert für einen dringend notwendigen anderen Umgang mit Tieren. Das Buch hätte ruhig nur aus diesem letzten Kapitel bestehen dürfen.“
Das Philosophie Magazin zieht das Fazit: „Eine gute und gut lesbare Übersicht mit einer erfrischend realistischen Perspektive.“ (23. Januar 2017)

## Ausgaben
- Tiere denken. Vom Recht der Tiere und den Grenzen des Menschen . Goldmann Verlag, 2016, ISBN 978-3-442-31441-6.